# مكافحة العنصرية في تدريس الرياضيات
إمبريالية ثقافية
كان موضوع مكافحة العنصرية في تدريس الرياضيات محور بعض الأعمال البحثية، التي تروج لمناهج تكافح التحيز الموجود في مجال تعليم الرياضيات. وتشير هذه الأعمال إلى وجود سياق اجتماعي ثقافي في تعليم الرياضيات وترجح أن دراسة الرياضيات في المجتمعات الغربية عادة ما أظهرت وجود تحيز عنصري أو ثقافي.
يشترك علماء «مكافحة العنصرية في تعليم الرياضيات» وعلماء «الرياضيات العرقية» في الفرضية التي تقول إن أي فهم أو ممارسة معينة في تعليم الرياضيات هي نتيجة لثقافة معينة، بينما يزعم علماء الرياضيات الغربيون عادة أن الرياضيات في الغرب هي ظاهرة عالمية. وقد نادى علماء مثل سي كيه راجو (C. K. Raju) بفكرة أن الرياضيات تأثرت بالعديد من الثقافات، حيث يمكن أن تؤدي الثقافات المختلفة إلى إفراز أشكال مختلفة من الرياضيات.

## الغرض
تهتم مكافحة العنصرية في تعليم الرياضيات في الدرجة الأولى بالطريقة التي يتم من خلالها تعليم الرياضيات، وذلك على الرغم من أنها تتناول أيضًا محتويات المنهج بقدر مختلف نوعًا ما عن التعليم المتعارف عليه للرياضيات على المستوى العالمي.[بحاجة لمصدر] قد يشتمل نهج مكافحة العنصرية في تعليم الرياضيات على أي من العناصر التالية أو جميعها:
- مناقشة المعرفة الرياضية للحضارات القديمة خارج أوروبا، والإسهامات غير الأوروبية في تلك المعرفة والاكتشافات المتعلقة بعلم الرياضيات.
- تجنُّب التنميط العنصري في حالة تشكيل التوقعات عن تحصيل الطلاب في الرياضيات وتوصيلها.
- تجنب الأنماط العنصرية أو التحيز الثقافي في المواد الدراسية والكتب المدرسية وموضوعات المقررات الدراسية وأسئلة الامتحان. على سبيل المثال، قد يتم استخدام الأسماء الشائعة غير الأوروبية مثل حاييم (يهودي) أو جمال (عربي) أو محمد (إسلامي) في المسائل المعقدة بدلاً من استخدام الأسماء الأوروبية الشائعة، مثل ماري أو إيميلي.

## الإمبريالية الأكاديمية
صاغ عالم الرياضيات الهندي والموسوعي سي كيه راجو مصطلح «الإمبريالية الأكاديمية» لوصف قمع النظام الأكاديمي الغربي للأفكار الرياضية غير الغربية. وأشار إلى التناقض في ادعاء علماء الرياضيات الغربيين بأن الرياضيات الحديثة لغة عالمية، ولكن من أصل يوناني. وقال إن الرياضيات الغربية الحديثة تم إنشاؤها بمنطقين، وأنها لن تعمل وفق نظام منطقي مختلف مثل المنطق الوظيفي شبه الحقيقي الخاص بـالبوذية.

## استيلاء الأوروبيين على أفكار غير الأوروبيين
ذكر سي كيه راجو أن الكنيسة الكاثولوكية قد استولت بصورة ممنهجة على المعرفة الرياضية من مصادر إسلامية وهندوسية وفارسية وعربية، ثم أضافت إلى هذه الأفكار أصولاً يونانية صحيحة من الناحية اللاهوتية. ومن المعروف أن بعض عناصر حساب التفاضل والتكامل قد وُضعت في الهند قبل 250 سنة من ظهور الاكتشافات المستقلة لكل من نيوتن ولايبنتز. وقال سي كيه راجو أن حساب التفاضل والتكامل تم نقله لأوروبا من الهند عن طريق المبشرين اليسوعيين من أجل حساب القيم المثلثية، التي كانت مطلوبة بشدة لمخططات مركاتور التي لا غنى عنها في الملاحة الأوروبية.

## الاعتراضات
أشارت رئيسة الوزراء البريطانية السابقة مارغريت ثاتشر (Margaret Thatcher) إلى مكافحة العنصرية في تعليم الرياضيات بالتعبير عن معارضتها للمناهج التعليمية ذات "الثقافات المتعددة" و"المكافحة للعنصرية". وتحدثت في كلمتها في مؤتمر حزب المحافظين في أكتوبر1987 عن فرص الأطفال داخل المدينة للحصول على تعليم لائق التي تم "انتزاعها منهم عن طريق سلطات تعليمية يسارية متشددة" وذكرت أن "الأطفال ممن هم في حاجة إلى الحساب والمضاعفة يتعلمون مكافحة العنصرية من خلال تعليم الرياضيات، أيًا كان ذلك"." وفي عام 2005 ذكرت بيزا بورتيوس مراسلة قناة فوكس نيوز (Fox News) أن أحد برامج "مكافحة العنصرية في تعليم الرياضيات" في مدارس نيوتن الحكومية التابعة لمدينة نيوتن، ماساتشوستس الثرية قد أثار بعض أولياء الأمور، الذين اعتقدوا أن البرنامج يركز على الصواب السياسي أكثر من علم الرياضيات ذاته.